# Le Temps perdu
Chansons représentant la France au Concours Eurovision de la chanson
Il est là
(1956)
Le Temps perdu est la première chanson, avant Il est là, représentant pour la première fois la France au tout premier Concours Eurovision de la chanson en 1956 (la seule édition à permettre deux chansons par pays), interprétée par la chanteuse française Mathé Altéry. L'évènement se déroulait à Lugano en Suisse. 

## À l'Eurovision
Elle est intégralement interprétée en français, langue nationale, comme le veut la coutume avant 1966. C'est la deuxième chanson dans l'histoire du concours à être interprétée en français, après Messieurs les noyés de la Seine. L'orchestre est dirigé par Franck Pourcel.
La chanson était passée cinquième du concours, après Walter Andreas Schwarz qui représentait l'Allemagne avec Im Wartesaal zum großen Glück et avant Michèle Arnaud qui représentait le Luxembourg avec Ne crois pas. Comme le tableau d'affichage pour ce concours n'a jamais été rendu public, il est impossible de dire combien de points la chanson a obtenu et comment elle s'est classée.